# Hawar an-Nahr
Hawar an-Nahr (arab. حوار النهر) – wieś w Syrii, w muhafazie Aleppo. W 2004 roku liczyła 540 mieszkańców.